# Kościół Ewangelicki Berlina, Brandenburgii i śląskich Górnych Łużyc

Teren Kościoła na mapie Niemiec

Kościół Ewangelicki Berlina-Brandenburgii iśląskich Górnych Łużyc (niem. Evangelische Kirche Berlin-Brandenburg-schlesische Oberlausitz) – jeden z 20 kościołów tworzących Kościół Ewangelicki w Niemczech z siedzibą w Berlinie.

## Diecezje
- diecezja Berlina (Sprengel Berlin)
  - Kirchenkreis Berlin-Charlottenburg
  - Kirchenkreis Berlin Nord-Ost
  - Kirchenkreis Berlin-Schöneberg
  - Kirchenkreis Berlin Stadtmitte
  - Kirchenkreis Lichtenberg-Oberspree
  - Kirchenkreis Neukölln
  - Kirchenkreis Reinickendorf
  - Kirchenkreis Spandau
  - Kirchenkreis Steglitz
  - Kirchenkreis Teltow-Zehlendorf
  - Kirchenkreis Tempelhof
  - Kirchenkreis Wedding
  - Kirchenkreis Weißensee
  - Kirchenkreis Wilmersdorf
- diecezja Chociebuża (Sprengel Cottbus)
  - Kirchenkreis An Oder und Spree (Frankfurt nad Odrą)
  - Kirchenkreis Cottbus
  - Kirchenkreis Finsterwalde
  - Kirchenkreis Fürstenwalde-Strausberg
  - Kirchenkreis Lübben
  - Kirchenkreis Niederer Fläming (Jüterbog)
  - Kirchenkreis Oderbruch (Seelow)
  - Kirchenkreis Senftenberg-Spremberg
  - Kirchenkreis Zossen-Fläming
- diecezja Görlitz (Sprengel Görlitz)
  - Kirchenkreis Hoyerswerda
  - Kirchenkreis Niederschlesische Oberlausitz
- diecezja Neuruppina (Sprengel Neuruppin; od 01.01.2010 jako Sprengel Potsdam)
  - Kirchenkreis Barnim
  - Kirchenkreis Beelitz-Treuenbrietzen
  - Kirchenkreis Brandenburg
  - Kirchenkreis Falkensee
  - Kirchenkreis Kyritz-Wusterhausen
  - Kirchenkreis Lehnin-Belzig
  - Kirchenkreis Nauen-Rathenow
  - Kirchenkreis Oranienburg
  - Kirchenkreis Potsdam
  - Kirchenkreis Prignitz
  - Kirchenkreis Templin-Gransee
  - Kirchenkreis Uckermark
  - Kirchenkreis Wittstock-Ruppin